# Neuville-Saint-Rémy

Neuville-Saint-Rémy este o comună în departamentul Nord, Franța. În 1 ianuarie 2022 avea o populație de 3.909 de locuitori.